# Los Angeles Police Department

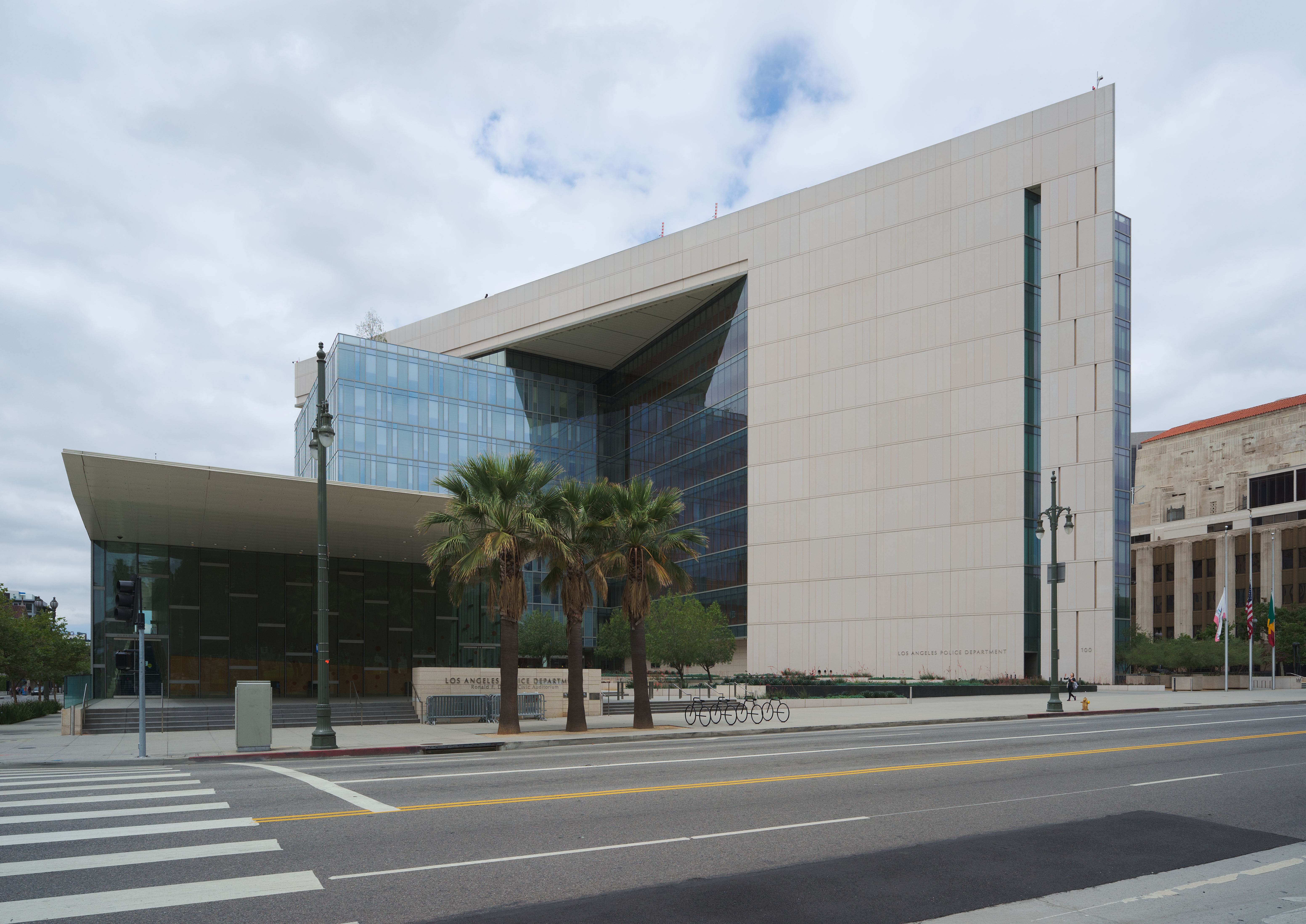
Die LAPD Hauptzentrale im New Parker Center in Downtown seit Oktober 2009.

Das Los Angeles Police Department (LAPD) ist die Polizeibehörde der Stadt Los Angeles und nach dem New York City Police Department und dem Chicago Police Department die drittgrößte kommunale Sicherheitsbehörde der USA. Gemäß seinem Motto „to protect and to serve“ (schützen und dienen) bestehen seine Aufgaben in der Abwehr von Gefahren sowie der Verfolgung von Straftaten. Das Department dient zahlreichen Kriminalfilmen, Fernsehsendungen und Romanen als Vorlage. Im Lauf seiner Geschichte war es immer wieder Ziel von Vorwürfen, die Autoritätsmissbrauch, Korruption und Rassismus beinhalteten.

## Geschichte

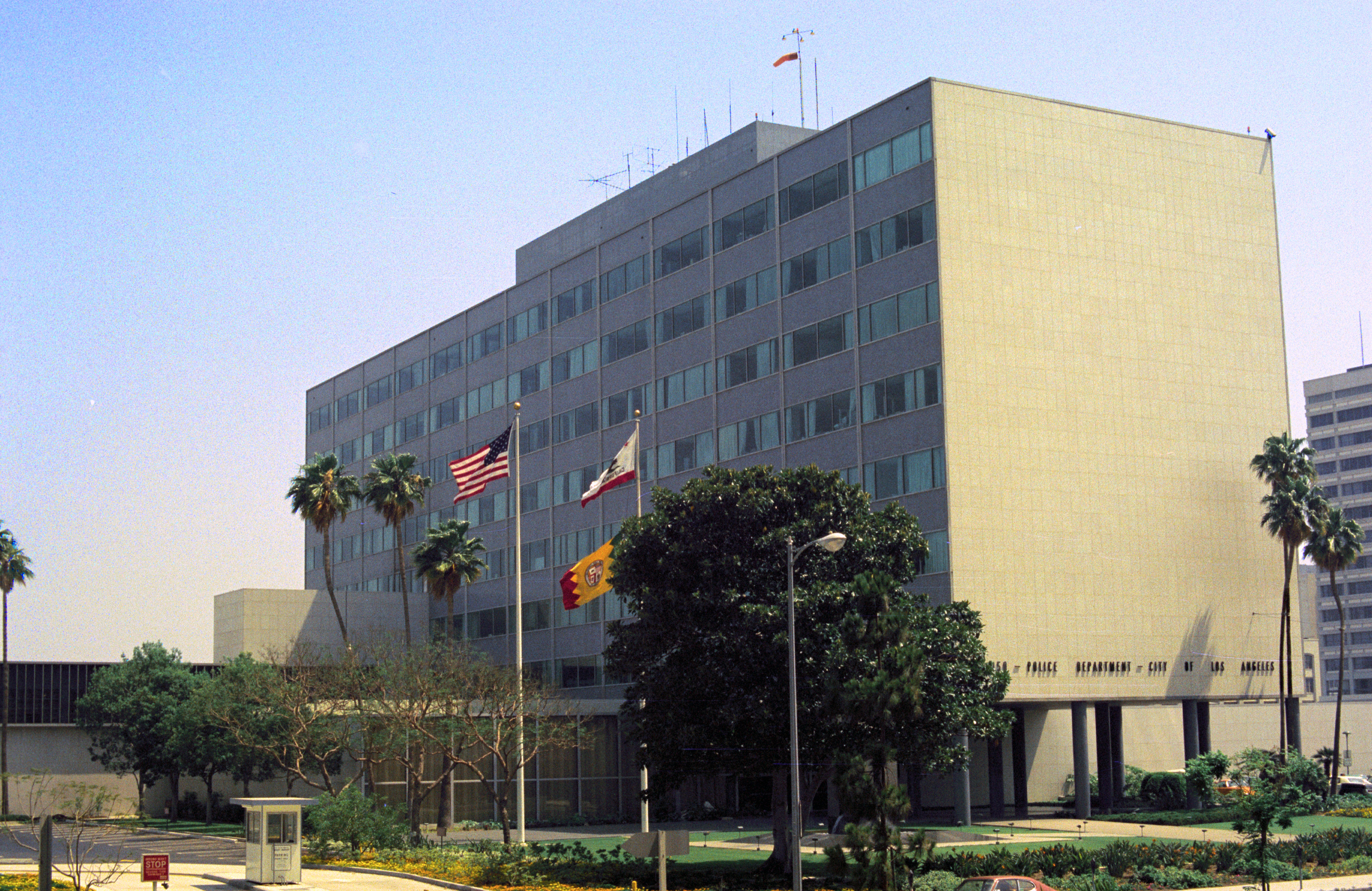
Hauptquartier des LAPD im Parker Center von 1954 bis 2009 (Aufnahme von 1976)

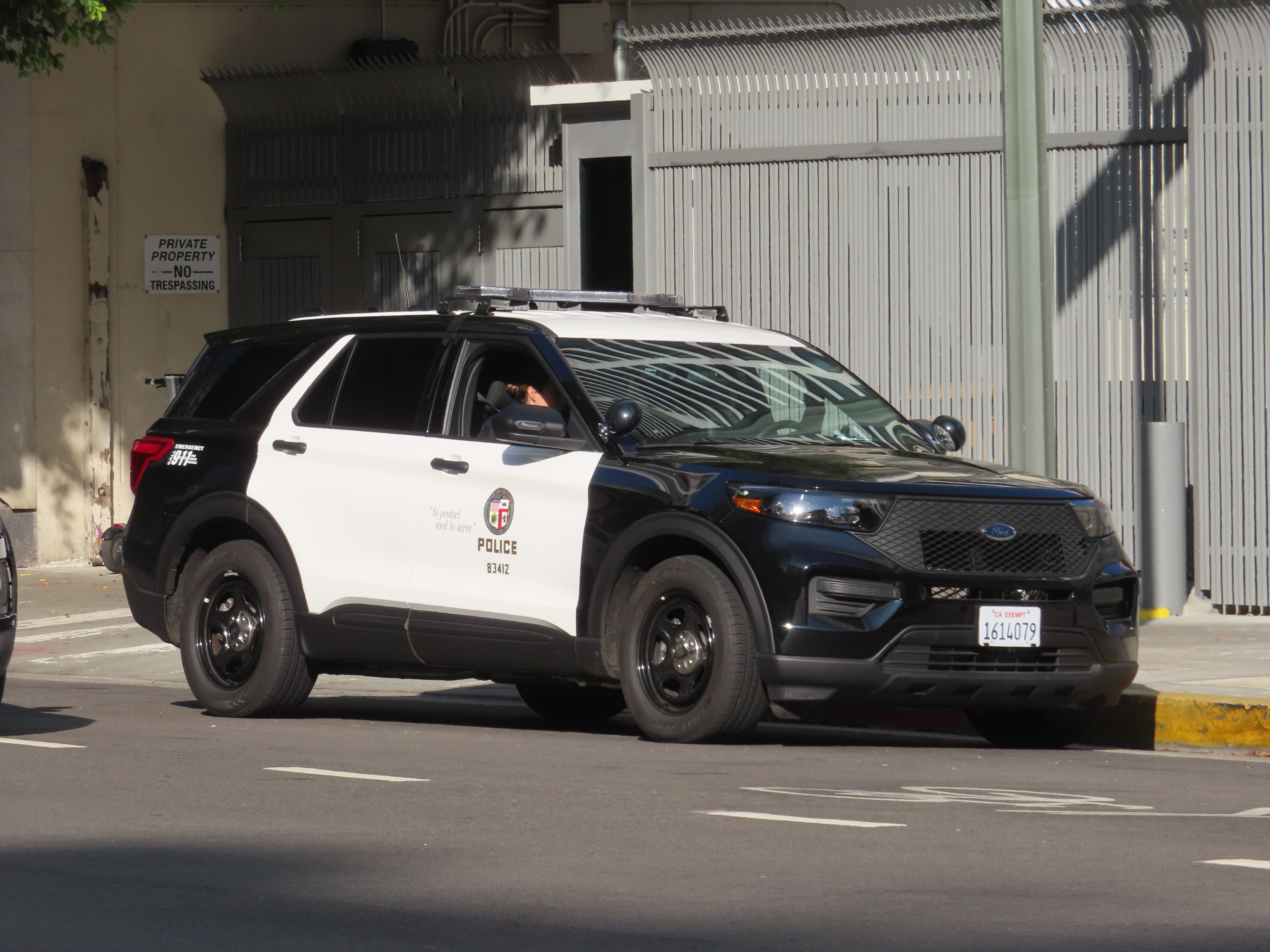
Dienstfahrzeug des Los Angeles Police Department

Die erste Polizeieinheit der Stadt, die freiwilligen Los Angeles Rangers, wurde im Jahr 1853 gegründet. Im Jahr 1869 entstand die professionelle Polizeieinheit, die ursprünglich aus sechs Polizeivollzugsbeamten unter der Leitung von William C. Warren bestand. Im Jahr 1900 betrug die Personalstärke bereits 70 Polizeivollzugsbeamte.
In der Geschichte zeichnet sich das LAPD immer wieder dadurch aus, neue Wege zu beschreiten. Zum Beispiel stellte das LAPD mit Alice Stebbins Wells die erste Frau im US-Polizeidienst ein. Ebenso hatte das LAPD die erste Polizeidiensthundestaffel (K9) in den USA.
Die deutliche Zunahme von Kriminalität, bei der Schusswaffen eingesetzt wurden, sowie das Anwachsen von Gang-Kriminalität führten im LAPD auch zur Entwicklung des SWAT-Einsatzkonzeptes und 1967 zur Aufstellung der ersten SWAT-Spezialeinheit der USA.
Im Rahmen der Olympischen Sommerspiele 1932 diente der Schießstand der Polizei im Stadtteil Elysian Park als Wettkampfstätte für die Schießwettbewerbe sowie den Modernen Fünfkampf.

## Budget
Bürgermeister Eric Garcetti beabsichtigte 2020, das LAPD mit mehr Geld auszustatten und den Behörden über 1,8 Milliarden US-Dollar (1,6 Milliarden Euro) aus dem Gesamtbudget der Stadt von 5,4 Milliarden US-Dollar zuzuweisen. Dies wäre der höchste Betrag von allen Ressorts gewesen. Die Abteilung für Wohnungsbau und Gemeinschaftsinvestitionen sollte nach dem Vorschlag weniger als 82 Millionen US-Dollar erhalten. Dies löste eine Welle der Empörung in den sozialen Medien aus und Garcetti widmete einen gewissen Teil des LAPD für Community Building um.

## Organisation
Die Behörde beschäftigt etwa 9843 Polizeivollzugsbeamte und rund 2773 zivile Angestellte. Es gibt 21 Polizeiwachen, die ein Gebiet von 1290 km² mit rund 4 Mio. Einwohnern betreuen. Diese 21 Abteilungen sind:
| - 01 Central Area - 02 Rampart Area - 03 Southwest Area - 04 Hollenbeck Area - 05 Harbor Area | - 06 Hollywood Area - 07 Wilshire Area - 08 West Los Angeles Area - 09 Van Nuys Area - 10 West Valley Area | - 11 Northeast Area - 12 77th Street Area - 13 Newton Area - 14 Pacific Area - 15 North Hollywood Area | - 16 Foothill Area - 17 Devonshire Area - 18 Southeast Area - 19 Mission Area - 20 Olympic Area - 21 Topanga Area |

Seit dem 8. November 2024 leitet Jim McDonnell die Behörde. Er ist Nachfolger von Dominic Choi, der das Amt des Chief of Police (COP) von März 2024 bis November 2024 ausübte.

### Dienstgrade
Es gibt folgende Dienstgrade beim LAPD:
| Bezeichnung                                           | Abzeichen | Beförderung/Ernennung |
| ----------------------------------------------------- | --------- | --- |
| Chief of Police                                       |           | Notwendige Voraussetzungen sind ein Hochschulabschluss und 12 Jahre Dienstzeit im Polizeidienst. Der Chief of Police wird durch den Bürgermeister ernannt und muss durch das Los Angeles Board of Police Commissioners in einer Abstimmung mit einfacher Mehrheit bestätigt werden. |
| Assistant Chief bzw. Police Deputy Chief II           |           | Wird durch den Chief of Police ernannt. |
| Police Deputy Chief I                                 |           | Wird durch den Chief of Police ernannt. |
| Police Commander                                      |           | Nach einem Jahr Dienstzeit Beförderung zum Police Deputy Chief I möglich. |
| Police Captain III Police Captain II Police Captain I |           | Beförderung nach erfolgreicher Beendigung der jeweiligen Probezeiten möglich. |
| Police Lieutenant II Police Lieutenant I              |           | Beförderung nach erfolgreicher Beendigung der jeweiligen Probezeiten möglich. |
Die Rangabzeichen von Police Officer III bis Police Sergeant II/Police Detective III befinden sich am Ärmel der Uniform, die Detectives sind aber meist in Zivil unterwegs. Die Rangabzeichen ab Police Lieutenant I befinden sich auf dem Kragen der Uniform.
Auf den Dienstmarken der Polizisten steht der Name des jeweiligen Rangs: Police Officer, Sergeant, Detective, Lieutenant, Captain, Deputy Chief und Chief of Police, sowie die Dienstnummer.
| Police Officers (Streifendienst) | Abzeichen          | Detectives (Kriminalpolizei) | Abzeichen | Beförderung |
| -------------------------------- | ------------------ | ---------------------------- | --------- | --- |
| Police Sergeant II               |                    | Police Detective III         |           | Nach zwei Jahren Dienstzeit als Sergeant oder Detective ist eine Beförderung zum Police Lieutenant I möglich.               |
| Police Sergeant I                |                    | Police Detective II          |           | Beförderung nach einem Bewerbungsgespräch vor einer Kommission oder entsprechend positiver Beurteilung durch die Abteilung. |
| Police Sergeant I                | Police Detective I |                              |           | Beförderung nach einem Bewerbungsgespräch vor einer Kommission oder entsprechend positiver Beurteilung durch die Abteilung. |
| Police Officers (Streifendienst)           | Abzeichen       | Beförderung |
| ------------------------------------------ | --------------- | --- |
| Police Officer III+1 (Senior Lead Officer) |                 | Police Officer III+1 (PO III+1), umgangssprachlich einfach „SLO“ genannt, wird bestimmten Police Officer III-Mitarbeitern in Sonder- oder Gefahrenzulagen zuerkannt. Meist als Beat Patrol Officer (Kontaktbereichsbeamter) eingesetzt. |
| Police Officer III                         |                 | Beförderung zum Police Sergeant/Detective I nach einem Jahr Dienstzeit als Police Officer III möglich. Ab sofort können die Officer als sogenannte Field Training Officers (Ausbilder) tätig sein.                                      |
| Police Officer II                          | Keine Abzeichen | Beförderung zum Police Officer III nach drei Jahren Dienstzeit als Police Officer II möglich. |
| Police Officer I                           | Keine Abzeichen | Automatische Beförderung zum Police Officer II nach 18-monatiger Dienstzeit auf Probe (6 Monate Ausbildung an der LAPD Police Academy und 12 Monate Praktikum im Streifendienst bei einer der 21 Community Police Stations).            |

### Dezernate
Das LAPD hat folgende Abteilungen
- Gang Task Force
- Verkehrsdezernat, Zuständig für Autounfälle, Fahrerflucht
- Einbruchsdezernat, Zuständig für Diebstähle, Einbrüche, Bewaffneter Raub
- Sittendezernat, Zuständig für Sexualdelikte, Prostitution
- Brandermittlung, Zuständig für Brände mit Verdacht auf Vorsatz

### Sonderabteilungen
- K-9: Hundestaffel
- Explorer: Bombenräumkommando
- Homicide: Morddezernat
- S.W.A.T.: Spezialeinsatzkommando (Special Weapons and Tactics)
- Volunteer: Freiwillige Polizei (Reserve)

### Ausrüstung
Beamte des LAPD sind mit Pistolen der Firmen Beretta, Glock und Smith & Wesson in den Kalibern 9 × 19 mm, .40 S&W und .45 ACP ausgerüstet, die Beamten haben die Auswahl zwischen den folgenden Waffen:
- Beretta 92 in den Varianten 92F, 92FS, 92FS-Stainless Steel, 8045 (4"-Lauf)
- Smith & Wesson:
  - 9 × 19 mm: 459, 5904, 5903, 659, 5906 u. a.
  - .45 ACP: 645, 4506, 4566, 4516, 4567
- Glock:
  - 9 × 19 mm: Modell 34, Modell 17, Modell 19
  - .40 S&W: Modell 35, Modell 22, Modell 23
  - .45 ACP: Modell 21, 21SF

Zusätzlich werden bei Bedarf auch folgende Gewehre mitgeführt:
- Colt AR-15 Tactical Carbine: halbautomatischer Karabiner auf Basis des Sturmgewehrs M16 von Colt Defense[7].
- Smith & Wesson M&P15: Variante des Colt AR-15 Karabiners von Smith & Wesson.

Als Streifenfahrzeuge sind vor allem die Fahrzeuge Ford Taurus (Variante Police Interceptor Sedan), Ford Explorer (Variante Police Interceptor Utility) und Dodge Charger (Variante Charger Pursuit) in Verwendung.

## Die Polizeimarke 714
Die Polizeimarke mit der Dienstnummer 714 war jahrelang das Symbol der US-Fernsehserie LA Dragnet (deutscher Titel: Polizeibericht Los Angeles). Darin trug der ermittelnde Protagonist „Joe Friday“ des LAPD diese Marke. Die Marke war bis in die 1990er Jahre auch tatsächlich in Verwendung, aufgrund ihrer Beliebtheit wurde die Marke des Öfteren gestohlen und wird mittlerweile nicht mehr vergeben.

## Ehrung
Am 10. März 2006 erhielt die Dienststelle Hollywood des LAPD einen eigenen Stern am städtischen Hollywood Walk of Fame. Dabei wurden sieben Polizisten namentlich auf dem Stern verewigt, die im Dienst ums Leben gekommen sind:
| Name               | Datum      | Todesursache             |
| ------------------ | ---------- | ------------------------ |
| Clyde Pritchett    | 17.02.1936 | Schusswechsel            |
| Clay N. Hunt       | 22.02.1955 | Autounfall               |
| Ian J. Campbell    | 09.03.1963 | nach Entführung ermordet |
| Robert J. Cote     | 31.07.1969 | Schusswechsel            |
| Russell Lee Kuster | 09.10.1990 | Schusswechsel            |
| Joe Rios           | 20.01.1993 | Fahrradunfall            |
| Charles Dean Heim  | 22.10.1994 | Schusswechsel            |

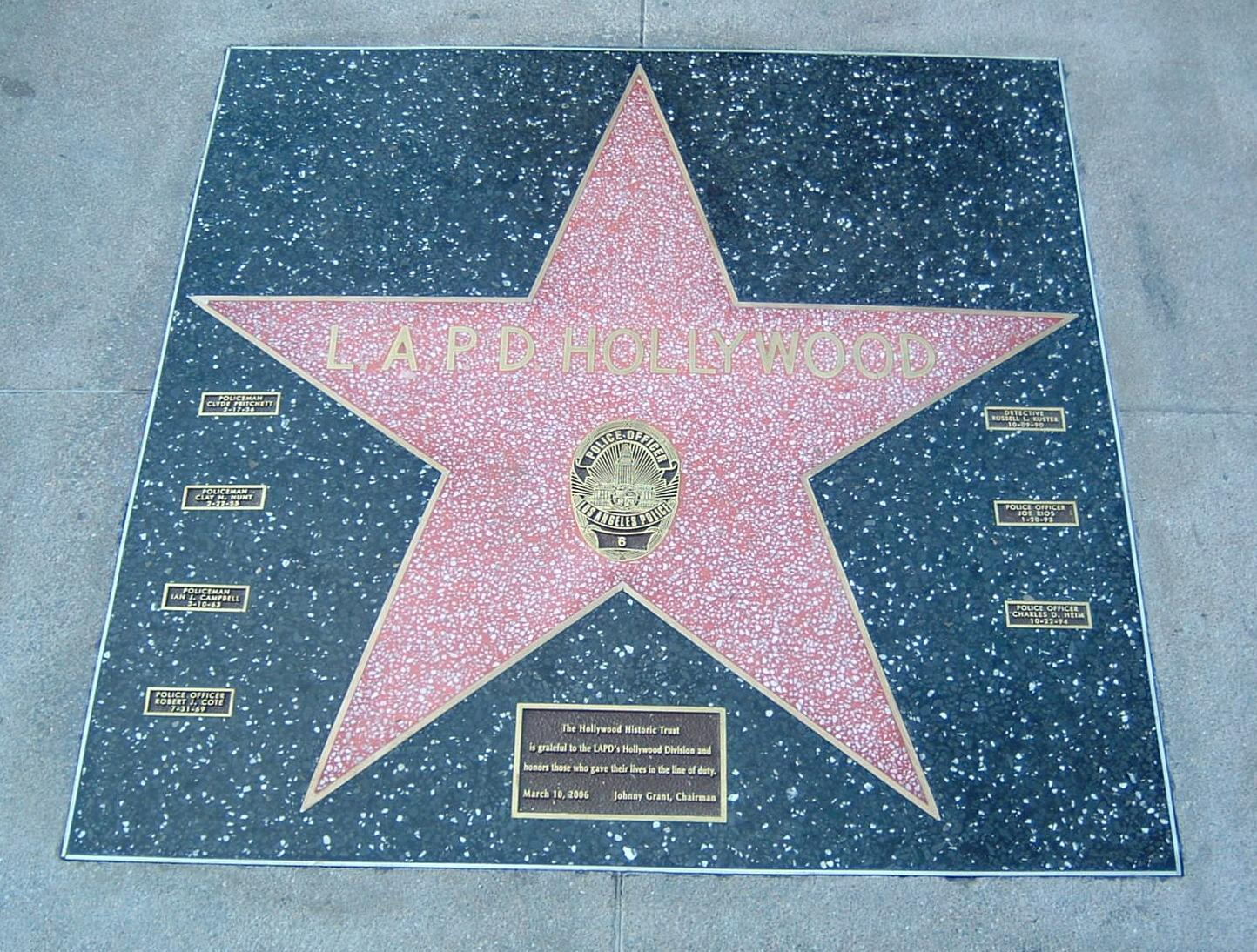
Der Stern des LAPD auf dem Hollywood Walk of Fame

Bisher kamen 221 Beamte (213 Männer, 8 Frauen) des LAPD im Dienst ums Leben (Stand: Juni 2024), davon 107 durch Schusswaffen.

## Kritik
Bis in die Gegenwart gibt es regelmäßig Rassismusvorwürfe gegen das LAPD. Ein Ereignis der jüngeren Geschichte ist zum Beispiel die unverhältnismäßige Polizeigewalt durch vier Polizeivollzugsbeamte gegenüber Rodney King. Gefolgt von einem Freispruch führte dies zu schweren Unruhen in Los Angeles 1992, in deren Verlauf 53 Menschen starben. Auch der Prozess gegen O. J. Simpson 1994 führte erneut zu Vorwürfen, da Mark Fuhrman, einer der damals ermittelnden Beamten, mehrmals rassistisch ausfällig wurde (er bezeichnete Dunkelhäutige als „Nigger“) und von Einsätzen berichtete, bei denen Menschen mit dunkler Hautfarbe gezielt misshandelt worden waren. Neben Rassismus werden auch die an vielen Stellen der Behörde vorherrschende Korruption und Autoritätsmissbrauch kritisiert.